# Gusselby
Gusselby is een plaats in de gemeente Lindesberg in het landschap Västmanland en de provincie Örebro län in Zweden. De plaats heeft 312 inwoners (2005) en een oppervlakte van 86 hectare.